# لیونی منتسل
لیونی منتسل (آلمانی: Leonie Menzel؛ زادهٔ ۱۹ مهٔ ۱۹۹۹) قایقران روئینگ زن اهل آلمان است.
وی در مسابقات کشوری و بین‌المللی در مجموع برندهٔ ۱ مدال برنز شده است.